# Berkshire
Berkshire is een ceremonieel graafschap in Engeland, in dit geval zonder bestuurlijke functie, doordat het - sinds 1998 - volledig opgesplitst is in unitary authorities. Het heeft een oppervlakte van 1256 km² en telt ca. 800.000 inwoners. 
Berkshire mag de titel 'Royal County' voeren omdat de koninklijke residentie Windsor Castle in het graafschap ligt. Het wordt ook gerekend tot de zogenaamde 'home counties' (een aantal graafschappen - Berkshire, Buckinghamshire, Essex, Hertfordshire, Kent en Surrey - die dicht bij Londen liggen). Voorheen waren landbouw en veeteelt belangrijke middelen van bestaan, tegenwoordig ligt de nadruk meer op kantoren en (voornamelijk lichte) industrie. De nabijheid van Londen heeft tot gevolg dat Berkshire veel forensen telt.

## Overzicht districten
| Lokaal bestuurde gebieden en plaatsen | Lokaal bestuurde gebieden en plaatsen      |
| Nr.                                   | Unitary                                    |
| ------------------------------------- | ------------------------------------------ |
| 1                                     | West Berkshire (unitary authority)         |
| 2                                     | Reading (unitary authority)                |
| 3                                     | Wokingham (unitary authority)              |
| 4                                     | Bracknell Forest (unitary authority)       |
| 5                                     | Windsor and Maidenhead (unitary authority) |
| 6                                     | Slough (unitary authority)                 |

| Detailkaart |
| ----------- |
|             |

## Belangrijke plaatsen
- Windsor
- Bracknell
- Caversham
- Hungerford
- Maidenhead
- Newbury
- Reading (hoofdstad)
- Slough
- Wokingham